# 十二宗徒圣殿
十二宗徒圣殿又名诸圣宗徒圣殿（義大利語：Santi Dodici Apostoli）是一座6世纪罗马天主教领衔堂区和宗座圣殿，位于意大利 罗马，供奉十二宗徒。
该堂的司铎级枢机是安杰洛·斯科拉。他的前任中有克萊孟十四世和亨利·本尼迪克特·斯图亚特，前者就安葬在此，其墓是安东尼奥·卡诺瓦的作品。